# Samsung Galaxy Core II
El Samsung Galaxy Core 2 es un teléfono inteligente fabricado por Samsung Electronics. Primero fue presentado por Samsung en junio de 2014 en el sitio web oficial y fue lanzado al mes siguiente. Es el sucesor del Samsung Galaxy Core. Se ejecuta en Android 4.4.2 KitKat. Tiene una pantalla táctil capacitiva de 4.5 pulgadas con resolución WVGA (480x800), con una densidad de píxeles de 207 ppp. Tiene un procesador Quad-core con velocidad de 1.2 GHz. Tiene 768 MB de RAM. El Galaxy Core 2 tiene 4 GB de almacenamiento interno y admite tarjetas MicroSD de hasta 64 GB.
Tiene una cámara primaria de 5MP con autofocus y un flash LED. Tiene una cámara frontal de 0.3MP (VGA). Puede grabar video 480p a 30 fps. Otras características incluyen Touch to focus, Continuous shot y Geo etiquetado.
El dispositivo presenta un acelerómetro destinado a traducir gestos naturales en comandos.
Tiene una batería de iones de litio de 2000 mAh con un tiempo de conversación de hasta 7 horas y reproducción de música de hasta 30 horas.